# Liste österreichischer Filmproduktionsgesellschaften
Die Liste österreichischer Filmproduktionsgesellschaften beinhaltet sämtliche solche Unternehmen, die zumindest einen Kino- oder Fernsehfilm produziert haben. Als große Filmproduktionsgesellschaften gelten in dieser Liste solche, die zumindest 10 Filme produziert haben, die auch in Kinos vorgeführt oder im Fernsehen gesendet wurden.

## Gründungen nach Epochen
Abgesehen von der klar definierbaren Stummfilmzeit und der in der Filmgeschichte allgemein als Neuer Österreichischer Film bezeichneten Epoche ab etwa 1980 sind die übrigen Epochen willkürlich auf etwa drei Jahrzehnte festgesetzt und orientieren sich auch daran, dass das frühe Tonfilmschaffen wesentlich von Musik- und Heimatfilmen sowie rein auf Unterhaltung und Ablenkung ausgerichteten Komödien geprägt war, während es ab den 1960er-Jahren zum Untergang dieser Filmkultur kam und sie durch ein tiefsinnigeres Filmschaffen, in welchem das Drama eine größere Rolle spielte, abgelöst wurde (Neuer Österreichischer Film).

### Stummfilmzeit (bis 1930)
Zu den Filmproduktionsgesellschaften der Stummfilmzeit muss angemerkt werden, dass die Filme damals noch wesentlich kürzer waren als heute übliche Spielfilme. Die österreichische Filmproduktion erreichte zudem bereits 1921/1922 ihren Höhepunkt mit etwa 70 Langspielfilmen (damals um die 30 Minuten) und zwischen 50 und 60 kürzeren Produktionen in jedem der beiden Jahre.
Größere Firmen (mehr als 10 Kinofilme)
- Astoria-Film, Wien (1918–1923)
- Erste österreichische Kinofilms-Industrie, Wien (1910–1912)
- Listo-Film, Wien (seit 1919)
- Pan-Film, Wien (1921–1936)
- Sascha-Film, Wien (1912–1938)
- Saturn-Film, Wien (1906–1911)
- Wiener Autorenfilms (W. A. F.), Wien (1913)
- Wiener Kunstfilm-Industrie, Wien (1912–1919)
- Vita-Film, Wien (1919–1924)

Weitere:
- A-Zet Film, Wien
- Allianz-Film, Wien (vor 1921–1935)
- Alpin-Film, Graz (1919)
- Burg-Film, Wien
- Columbia-Film
- Dreamland-Film, Wien (ca. 1920–1926)
- Emge-Film
- Eos Film, Wien
- Fiat-Film, Wien
- Filmag, Wien (1917–ca. 1932; danach Umbenennung in Mondial-Film)
- Frame Fresh Creative.Film.Agency GmbH
- Halbritter-Film, Wien
- Handl, Wien
- Hugo-Engel-Film, Wien (1921–1938; Filmverleih, Filmproduktion zwischen 1926 und 1929)
- Jupiter-Film
- Kallos-Film-Fabrik, Wien (7. Bezirk, Schottenfeldgasse)
- Kino-Film-Atelier Victor Seibert, Wien
- Leyka-Film, Wien
- Micofilm, Wien (1919)
- Mitropa-Musikfilm, Graz (1921)
- Opern-Film, Graz (1922)
- Photobrom G.m.b.H. (1909–1909)
- Projektograph-Film, Wien (1920–ca. 1938)
- Regent-Film, Wien
- Robert Müller-Film, Wien (zuerst Filmverleih, ab 1915 auch Produzent)
- Salzburger-Kunstfilm, Salzburg (1922–1925)
- Schönbrunn-Film, Wien
- Tiroler-Heimatfilm, Innsbruck (1922)
- Vindobona Film, Wien (1912 in „Helios-Film“ umbenannt, ab 1913 „Austria-Film“ und danach „Duca-Film“)

### Frühe Tonfilmzeit (1928–1955)
Der hier als „frühe Tonfilmzeit“ bezeichnete Zeitraum von 1928 bis 1955 ist durch die Produktion von Heimat-, Musik- und Wiener Film gekennzeichnet. Dieses Genre fand seinen Niedergang in den 1960er-Jahren.
- Alpin-Film-Austria, Graz (um 1949)
- Atlantis-Film, Wien (1930–vor 1938)
- Belvedere-Film, Wien (1946)
- Bergland-Film, Wels (1953–1960)
- Cosmopol-Film
- Cziffra Film (?)
- Dillenz-Film, Wien (1951, siehe auch Lilly Dillenz)
- Emo-Film, Wien
- Epo-Film, Wien, Graz (1954)
- Fürst-Film
- Heller Film (1948)
- Herold Film, Wien (1948)
- Loewen-Film
- Ludwig-Film
- Max Zehenthofer Produktion
- Mondial Film, Wien (ca. 1932–1938; Nachfolger der 1917 gegründeten Filmag)
- Neue Wiener Filmproduktionsgesellschaft, Wien (1947)
- Österreichische Filmgesellschaft (ÖFA), Salzburg (1947)
- Patria-Film
- Paula Wessely Filmproduktion
- RAVAG-Film, Wien
- Schönbrunn-Film
- Selenophon Licht- und Tonbildgesellschaft, Wien (1929–1938)
- Specht Film (1952)
- Styria Film, Graz
- Tirol-Film Innsbruck, Innsbruck
- Traum & Maier Film (1948)
- Wien-Film, Wien (1938–1985)
- Willi Forst-Film, Wien (1936–1950)

### Übergangsphase 1956–1980
- Erma Film (Ernst-Marischka-Film), Wien
- Lisa Film, Wien (1964)
- MR Film, Wien (seit 1967)
- Mundus-Film
- Neusser-Film
- Nova-Film
- Plesner-Film, Tirol
- Polsterer Film
- Ring-Film
- Satel Film, Wien (1971)
- Sherberko-Film
- Star-Film
- Standard-Film
- Steps Film 1977
- Unitas Film

### Neuer österreichischer Film (seit 1980)
Seit etwa 1980 wird das österreichische Filmschaffen, das sich grundlegend von jenen in den 1960er-Jahren niedergegangenen Filmgenres unterscheidet, als Neuer Österreichischer Film bezeichnet.
- 1980: Thalia Film, Wien
- 1980: Wega Film, Wien
- 1982: Lotus Film, Wien
- 1984: Terra Film
- 1988: Dor Film, Wien
- 1987: Josef Aichholzer Filmproduktion, Wien
- 1989: Allegro Film, Wien
- 1989: Synchro Film, Video & Audio BearbeitungsGmbH, Wien
- 1992: Cult Film
- 1992: New World Spirits Film Creation, Kärnten
- 1993: Frames Filmproduktion
- 1994: Nikolaus Geyrhalter Filmproduktion, Wien
- 1996: Navigator Film, Wien
- 1998: Golden Girls Filmproduktion, Wien
- 1999: Belvedere-Film, Wien/Los Angeles
- 1999: Coop99, Wien
- 2001: Bonus Film, Wien
- 2002: Gebhardt Productions, Mödling
- 2002: Amour Fou Filmproduktion, Wien
- 2002: Mischief Films, Wien
- 2003: Mobilefilm, Wien
- 2003: Ulrich Seidl Film Produktion, Wien
- 2004: Enkidu Film, Wien
- 2004: illuminati filmproduktion gmbh, Purkersdorf bei Wien
- 2008:  Witcraft Szenario, Wien
- 2008: e&a film, Wien
- 2009: nked Wien
- 2011: makido film, Wien
- 2011: Pimp the Pony Productions, Salzburg
- 2012: Tornado Pictures Filmproduktion, Wien
- 2013–2015: AustrianMediaGroupProduction, Wien

Film- und Fernsehsendungsproduktionsgesellschaften:
- 1980: A1Plus Filmproduktion
- 1986: Alexander Schukoff-Film
- 1992: New World Spirits Film Creation, Kärnten

Gründungsjahr noch unbekannt:
- arge heim
- Bannert Film
- Fischer Film, Linz
- Köpf Film
- Prisma Film
- Provinz Film
- Sandhill Pictures[1]
- Scheiderbauer Film
- Star Film
- Tigerline Filmproduktion, Kärnten